# Nora vojna
Nora vojna (francosko la Guerre folle) je bil poznosrednjeveški vojaški spopad med koalicijo fevdalcev in francosko monarhijo. Potekala je med regentstvom Ane Beaujeuske v obdobju po smrti kralja Ludvika XI. in pred polnoletnostjo Karla VIII. Vojna se je začela leta 1485 in končala leta 1488. 
Glavni vpleteni gospodje so bili Ludvik II. Orléanski, kraljev bratranec in bodoči francoski kralj Ludvik XII., Franc II. Bretanjski, René II., vojvoda Lorene, Alain d'Albret, Jean de Châlon, princ Oranski, in Karel, grof Angoulême. Upor so podprli tudi drugi vodilni gospodje, med njimi Philippe de Commines in Odet d'Aydie, grof Commines in guverner Guyenne. 
Kot upor proti francoski kraljevi oblasti so podprli tuji sovražniki francoskega kralja: Anglija, Španija in Avstrija. Glavna posledica vojne je bila vključitev Bretanje v Francosko kraljestvo.

## Ime in obseg
Slabšalni izraz "nora vojna" za označevanje tega boja velikih francoskih fevdalcev proti osrednji kraljevi oblasti je skoval Paul Emile v svoji Histoire des faicts, gestes et conquestes des roys de France (Zgodovina dejanj, gest in osvajanj francoskih kraljev), objavljeni leta 1581.
Obstaja nekaj sporov o tem, v kolikšni meri je mogoče dogodke opredeliti kot eno samo vojno. Vojna je namreč sledila dolgemu nizu konfliktov med kraljevino in velikimi gospodi kraljestva v drugi polovici 15. stoletja po ustanovitvi Lige javnega premoženja. Kot del teh bojev za oblast je v letih 1484–1485 Ludvik II. Orléanski ob podpori Franca II. Bretanjskega in določenega števila lordov poskušal odstaviti regentko Ano Francosko. Ani je z mešanico diplomacije in razkazovanja sile uspelo zlomiti upor plemičev brez kakšne večje bitke. Sovražnosti je prekinil podpis mirovnega sporazuma v Bourgesu 2. novembra 1485. 
Po mnenju nekaterih zgodovinarjev se je s tem končala prva faza nore vojne. Druga faza spopada, od junija 1486 do novembra 1488, se včasih imenuje "vojna v Bretanji". Drugi komentatorji, večinoma bretonski nacionalisti, razlikujejo to drugo fazo od prve, tako da jo spremenijo v francosko-bretonsko vojno ali celo bretonsko vojno za neodvisnost, včasih tako, da jo povežejo s prejšnjo bretonsko nasledstveno vojno. 

## Razvoj
Na začetku vladavine Karla VIII. je Ludvik II. Orléanski poskušal prevzeti regentstvo nad njim, a ga je zavrnil Generalni zbor v Toursu 15. januarja do 11. marca 1484. Aprila je Ludvik odšel v Bretanjo, da bi se pridružil vojvodi Francu II. Papežu Sikstu IV. je poslal prošnjo za razveljavitev njegovega zakona, da bi se lahko svobodno poročil s Francovo dedinjo Ano Bretansko. 23. novembra je podpisal pogodbo, ki je predvidevala njegovo poroko z Ano. Po vrnitvi na kraljevi dvor je Ludvik poskušal kralja pripreti, vendar mu je Ana Francoska to preprečila s silo in vojvodo Orléanskega postavila v hišni zapor v Gien. 
Ludvik Orléanski je 17. januarja 1485 pobegnil iz zapora in pokušal zasesti Pariz, a mu ni uspelo. 3. februarja  mu je uspelo pobegniti v Alençon in 12. marca javno obžalovati svoje dejanja. Kraljeve čete so mu preprečile, da bi se pridružil Bretanji in ga zaprle v Orléansu, in hkrati pomirile bretonsko plemstvo, da je vzpostavilo red. 
30. avgusta je Ludvik Orléanski izdal razglas proti regentstvu. Kraljeva vojska je vkorakala v Orléans, toda Ludvik je pobegnil v Beaugency, od koder ga je septembra izgnal mladi Ludvik II. de La Trémoille. 9. avgusta je Franc II. Bretanski privolil v enoletno premirje, znano kot Mir iz Bourgesa, ki je bilo podpisano 2. novembra 1485. 

## Obnovljene sovražnosti
Po koncu premirja je ponovno izbruhnil upor. Junija 1486 je Maksimilijan I. Habsburški vdrl v severno Francijo, a se je nato umaknil. Novembra je upornik François de Dunois zavzel grad Parthenay. 11. januarja 1487 je Ludvik Orléanski pobegnil z gradu Blois in se pred kraljevimi lokostrelci zatekel v Bretanjo. Kraljeva vojska je v začetku februarja odšla iz Toursa in začela ofenzivo na jugozahodu. V Bordeauxu je bil 7. marca odstavljen Odet d'Aydie, prouporniški guverner Guyenna, ki ga je zamenjal Pierre de Beaujeu. Ko je kraljeva vojska zatrla upornike v Guyennu, se je grof Karel Angoulême 19. marca 1487 predal. Kraljeva vojska se je 15. odpravila iz Bordeauxa in 30. zavzela Parthenay. Dunois se je v Nantesu  pridružil Ludvik Orléanskemu. Kraljeva vojska je nato nadaljevala pohod proti Bretanji. Sprti strani sta zaten sklenili Sporazum iz Chateaubrianta, ki iga je podpisala večina bretanskega plemstva. Kraljeve sile so se strinjale, da bodo Bretanjo zapustile takoj, ko bosta ujeta upornika Orléans in Dunois. 
Medtem je na severu maršal de Esquerdes uspešno odbil napad Maksimilijana I. Habsburškega, ki je bil kmalu zatem izvoljen za cesarja Svetega rimskega cesarstva. Na jugu je gospod Candalski v bitki pri Nontronu premagal vodilnega upornika Alaina d'Albreta. V Bretanji so zavezniki kraljeve stranke pod vodstvom vikonta de Rohana držali sever vojvodine in zavzeli Ploërmel. 
Aprila 1487 je poskus vojvode Franca II., da bi mobiliziral bretonske vojaške sile, se pravi plemstvo in mestne milice, propadel zaradi vsesplošne zamere nad korupcijo njegove vlade. Istočasno je kraljeva vojska nadaljevala pohod v Bretanjo, kjer so jo ugodno sprejeli v Châteaubriantu, Vitréju, Ancenisu in Clissonu. Oblegala je Nantes, vendar so kornijski zavezniki Bretanje ob pomoči tujih plačancev prekinili obleganje. Istočasno so normanski korzarji blokirali bretonsko obalo, da bi preprečili prihode probretonskih sil iz Britanije in drugod. 
Dne 20. januarja 1488 sta bila vojvoda Orléansa in vojvoda Bretanje v parlamentu v Parizu razglašena za upornika. Njiju in njunih zaveznikov niso več obravnavali kot vazale, ampak kot podložnike in zločince proti državi. Spomladi je vojvoda Orléanski obnovil boj za svojega zaveznika, zavzel Vannes, Auray in Ploërmel ter prisilil vikonta Rohana h kapitulaciji. 
24. aprila 1488 je bila razglašena razsodba o zaplembi vsega premoženja Ludvika Orléanskega. Alain d'Albret je medtem dobil podporo španskega dvora in se nato s 5000 možmi pridružil vojvodu Bretanje. Maksimilijan I. Habsburški mu je poslal 1500 mož, angleški voditelj, lord Scales, pa se je uspešno izkrcal z dodatnimi okrepitvami. Bretanjsko zavezništvo je bilo kljub temu še vedno številčno prešibko. Dodatno ga je oslabil upor v Flandriji, s katerim se je ukvarjal Maksimilijan I. s podporo maršala  de Esquerdesa. Različni gospodje, med njimi Ludvik Orléanski, Alain 'Albret in Maksimilijan I., ki so sicer podpirali bretanjskega vojvodo, so bili v po drugi strani v sporih za roko Ane Bretanjske. 
Francoski kraljevi general Ludvik II. de la Trémoille je na meji z Bretanjo zbral svoje sile  in se pripravljal na napad. 12. julija so kraljeve sile zavzele Fougères in nato Dinan. 28. julija 1488 sta se glavnina bretonske in francoske vojske spopadli v bitki pri Saint-Aubin-du-Cormierju. Bretonske sile pod poveljstvom maršala de Rieuxa  so Francozi odločilno premagali. Poraz je hkrati pomenil tudi konec vojne. Vojvoda Orléanski je bil ujet, vojvoda Franc II. pa je bil prisiljen sprejeti zanj neugoden mirovni sporazum. 

## Sporazum in posledice
20. avgusta 1488 sta Franc II. Bretanjski in francoski kralj Karel VIII. v Sabléju sklenila sporazum, znan tudi kot Sporazum iz le Vergerja ali Sporazum iz sadovnjaka. Franc se je priznal za kraljevega vazala in obljubil, da bo iz vojvodine odpustil vse tuje čete  in jih ne bo več klical ter da bodo ozemlja, ki jih je osvojila Francija, ostala pod francosko oblastjo. Karel je svoje sile odstranil iz Bretanje, razen iz garnizij na ozemljih, ki mu jih je prepustil Franc. Najbolj zanimiva določba sporazuma je bila, da je poroka hčere Franca II. zahtevala soglasje francoskega kralja. D'Aydie, Dunois in večini borcev je bilo pomiloščenih. Ludvik Orléanski je bil aretiran. Ko je Karel VIII. tri leta kasneje postal polnoleten in prevzel oblast, je Ludvika pomilostil. 
Franc II. je želel, da se njegova hči Ana poroči z Maksimiljanom I. Habsburškim, ki bi, tako je upal, zagotovil suverenost Bretanje. Franc II. je umrl 9. septembra 1488 in Ana je bila naslednje leto ustoličena kot vojvodinja. Francovi zvesti podporniki so Ani omogočili zvezo z Maksimilijanom s  poroko po pooblaščencu 19. decembra 1490. S tem je bil prekršen Sporazum iz Sabléja in Francija je obnovila oborožen spopad z Bretanjo, v katerem Maksimilijan ni mogel pomagati svoji nevesti. Ana se je nato zaročila s Karlom VIII. in odpotovala v Langeais, da bi se poročila. Avstrija je seveda protestirala, kar seveda ni preprečilo Anine poroke s Karlom VIII. 6. decembra 1491. Zakonsko zvezo je 15. februarja 1492 potrdil papež Inocenc VIII.